# アレッサンドロ・ビアンチ
アレッサンドロ・ビアンチ（Alessandro Bianchi、1966年4月7日 - ）は、イタリア・チェルヴィア出身の元サッカー選手。1992年から1994年にかけてアリゴ・サッキによってイタリア代表に招集され、9試合でプレーした。現役時代のポジションはMF。

## 経歴
1988-89年シーズンにインテルナツィオナーレ・ミラノに移籍、31試合に出場して、リーグ優勝を果たした。インテルでは8シーズン在籍、通算236試合に出場した。徐々に出場機会が減り、1996-97年シーズン、古巣であるチェゼーナFCに復帰、引退までの5シーズンプレーした。

## タイトル
インテル
- セリエA：1988-89
- イタリアスーパーカップ : 1989
- UEFAスーパーカップ 1990-91, 1993-94